# ベララベラ島

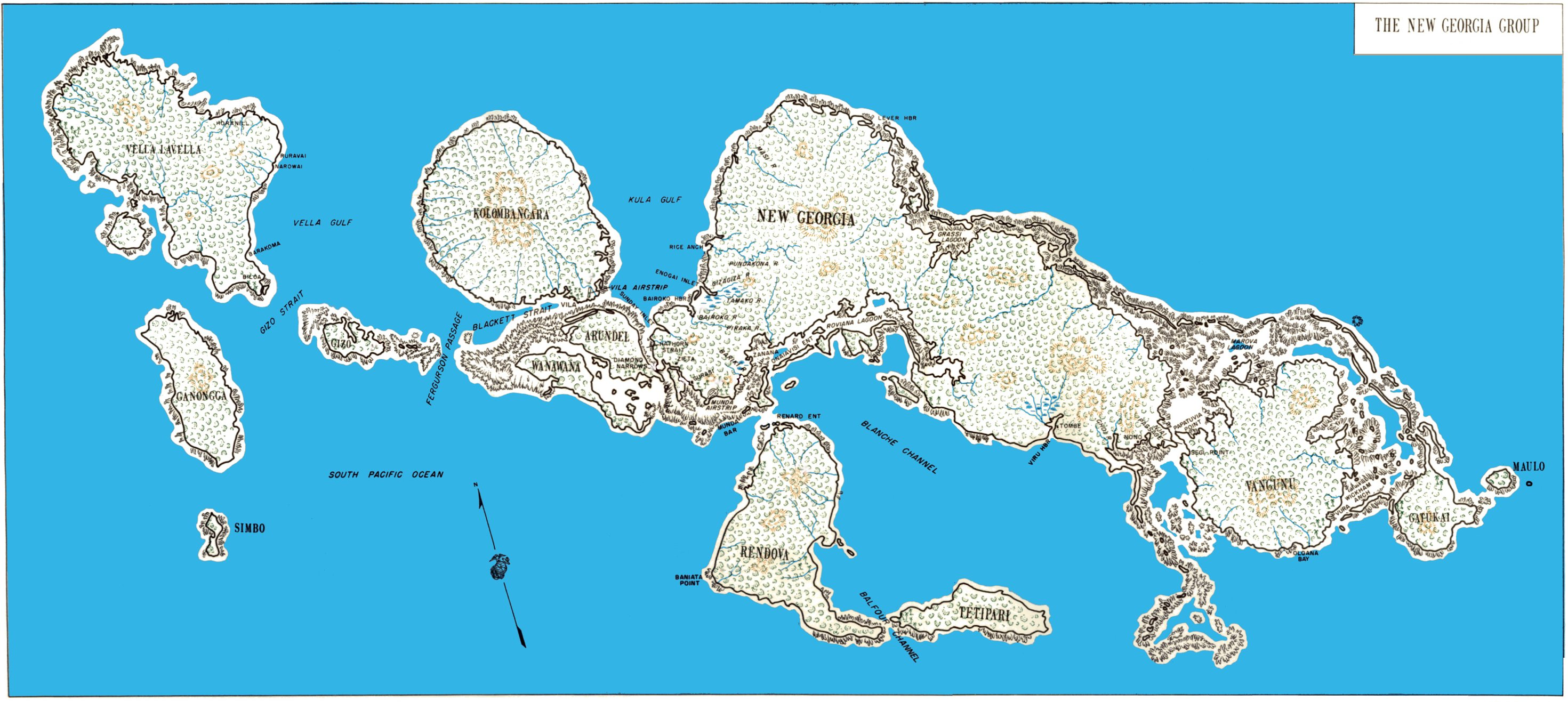
ニュージョージア諸島。ベララベラ島は左上にある。その右はコロンバンガラ島で間はベラ湾。右側の大きな島はニュージョージア島。

ベララベラ島（ベララベラとう / Vella Lavella Island）またはヴェララヴェラ島（ヴェララヴェラとう）は、ソロモン諸島西部州の島。ニュージョージア島の西にあり、ニュージョージア諸島の一部である。ベララベラ島の西にはトレジャリー諸島がある。
面積は652km2で、1568年にスペインの探検家メンダーニャが発見したとされている。
第二次世界大戦中、ソロモン諸島の戦いを経て日本軍が占領。第6師団と第28師団からなる2部隊が駐屯した。情勢の悪化により日本軍はセ号作戦を発動し撤退した。この間、この島の周辺で第一次ベララベラ海戦・第二次ベララベラ海戦があった。
戦後、島民によりふんどし、わらじ姿の日本兵らしき者が目撃されるようになった。1976年、この話を遺骨収集の事前調査に出掛けた全国ソロモン会が聞きつけ、調査が行われたが空振りに終わった。

## 言語
この島では固有の言語であるムビルア語が話されている。